# 里拉 (保加利亞)
42°08′N 23°08′E / 42.133°N 23.133°E

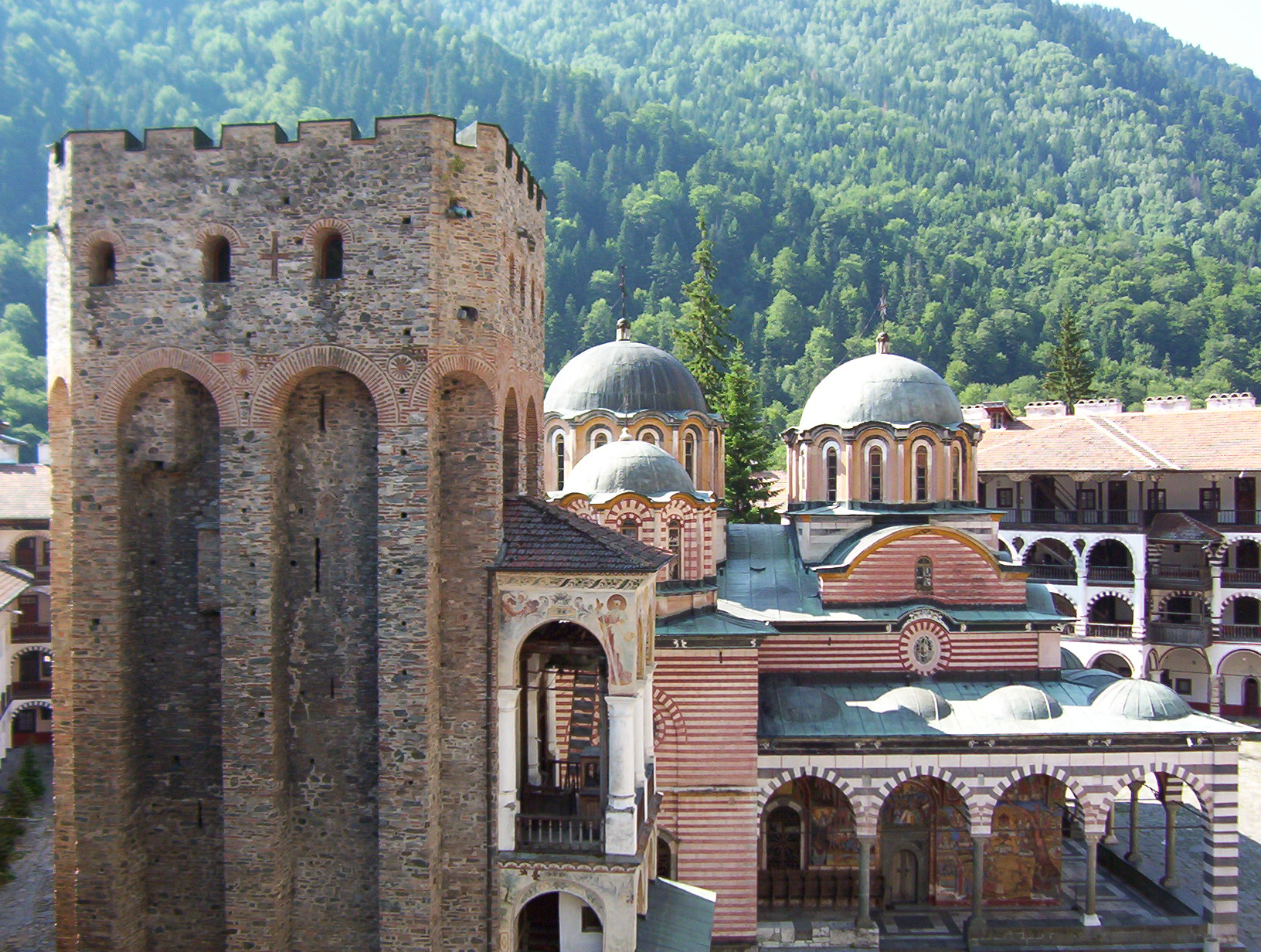

里拉是保加利亞的城鎮，位於該國西部，距離首府丘斯滕迪爾65公里，由丘斯滕迪爾州負責管轄，面積58.15平方公里，海拔高度593米，受大陸性氣候影響，2010年人口2,875，居民主要信奉東正教。